# 海提 (南达科他州)
海提（英語：Hayti）是美国南达科他州下属的一座城鎮，也是哈姆林縣的縣治。根据2010年美国人口普查，该鎮有人口387人。论人口在本州排行第140。